# 初音映莉子
初音 映莉子（はつね えりこ、1982年3月24日 - ）は、日本の女優。
東京都出身。A-team（エーチーム）所属。堀越高校卒業。

## 来歴
1998年にタレントデビュー。当時の所属事務所はイトーカンパニーグループ内のラッキーカムカム。デビュー当初はCM出演がメインであったが、1999年にはドラマ『ラビリンス』で女優としてもデビューしている。
2001年10月にA-teamへ移籍。以後は女優業へとシフトした。
2012年2月、ハリウッド映画『終戦のエンペラー』において、日本人ヒロインのあや役での出演が決まり、ハリウッドデビューが発表された。

## 出演

### ドラマ
- ラビリンス（1999年、日本テレビ）
- 君が教えてくれたこと（2000年、TBS） - 西崎千尋 役
- マッチポイント!（2000年、NHK）
- 料理少年Kタロー（2001年、NHK） - 安倍道子 役
- サトラレ（2002年、テレビ朝日）
- 金曜エンタテインメントえなりかずきの少年探偵 事件でござる1（2002年5月17日、フジテレビ） - 羽柴菜帆 役
- 連続テレビ小説
  - 純情きらり（2006年、NHK）
  - おひさま（2011年、NHK） - 宮下啓子 役
- 医龍-Team Medical Dragon-3 第3話〜（2010年、フジテレビ） - 北川響 役
- CONTROL〜犯罪心理捜査〜 第4・5話（2011年2月1日・8日、フジテレビ） - ユミカ 役
- 土曜ドラマスペシャル 負けて、勝つ 〜戦後を創った男・吉田茂〜（2012年9月 - 10月、NHK） - 日野慶子 役
- わたしをみつけて（2015年、NHK） - 神田恵美子 役
- コウノドリ 第2シリーズ 第9話 - 最終話（2017年12月8日 - 22日、TBS） - 高山透子 役

### バラエティー・クイズ
- WALKING EYES アルクメデス（2009年 - 2010年、NHK） - 番組中のドラマ「NHKサスペンス劇場」で出演

### 映画
- うずまき（2000年）- 主役・五島桐絵 役
- 押切 OSHIKIRI（2000年）- 未央 役
- BOM!（2001年）
- マナに抱かれて（2003年）- 空港の若い女性 役
- CREEP（2007年）
- 1303号室（2007年)　- 杉内幸世 役
- ノルウェイの森（2010年） - ハツミ 役
- ミツコ感覚（2011年） - ミツコ 役
- ガール（2012年）
- 終戦のエンペラー（カナダ2012年、アメリカ・日本2013年） - あや 役[1]
- ガッチャマン（2013年） - ナオミ / ベルクカッツェ 役[2]
- 万能鑑定士Q -モナ・リザの瞳-（2014年） - 流泉寺美沙 役
- 25 NIJYU-GO（2014年）- 中国系マフィアの女 役
- 月と雷（2017年） - 主演・泰子 役（高良健吾とダブル主演）[3]
- 嘘を愛する女（2018年）
- WE ARE LITTLE ZOMBIES（2019年）[4]- 江口栗子 役
- 名もなき者/A COMPLETE UNKNOWN A Complete Unknown（2024年）- トシ・シーガー 役

### CM
- NTTDoCoMo東海（1998年）
- 永谷園 松茸の味お吸い物、さまさまふりかけ（1998年 - 2003年）
- 大塚ベバレジ とんがらC（1999年）
- 太田胃散 太田胃散チュアブル（1999年 - 2002年）
- WW by Samantha Thavasa 企業（2006年）
- シチズンホールディングス 企業「人生は、つづく」（2007年） - 卒業する女子高校役で出演[5]
- インテル Viivプロセッサー・テクノロジー（2006年）- webコマーシャル[6]
- 資生堂 企業「おばあちゃんのおまじない」（2007年9月24日） - 特別番組『美を紡ぐ〜hito 今を生きるあなたへ special〜』内のみでオンエアされた120秒CM。
- WOWOW 企業「テレビのいま」（2007年）
- 東京ガス「家族の絆・お父さんのチャーハン」編（2009年） - きたろうと共演
- SUNTORY「それぞれの金麦」シリーズ（2011年 - ） - 高良健吾他と共演
- NTTドコモ  walk with you in 京都 しゃべってコンシェル「初音映莉子さん」篇（2012年）
- YKK AP 「APW300」（2013年）

### ゲーム
- ØSTORY（ラブストーリー）（2000年） - 笹木初子 役
- ドラッグオンドラグーン（2003年） - フリアエ 役

### 舞台
- KERA・MAP #004 ヤング・マーブル・ジャイアンツ（2005年6月25日 - 7月3日、吉祥寺シアター）
- 劇団、本谷有希子 無理矢理（2005年12月3日 - 12日、吉祥寺シアター）
- 小指値 霊感少女ヒドミ（2008年2月7日 - 9日、駒場アゴラ）
- シリーズ・同時代 混じりあうこと、消えること（2008年6月27日 - 7月6日、新国立劇場）
- MSN We舞台「夢をかなえるゾウ」（2008年12月16日 - 26日、品川ステラボール）
- 阿佐ヶ谷スパイダース「荒野に立つ」（2011年7月14日 - 31日、シアタートラム）
- PARCO Production「この熱き私の激情〜それは誰も触れることができないほど激しく燃える。あるいは、失われた七つの歌」（2017年11月4日 - 12月10日、天王洲 銀河劇場ほか）
- 快快「ルイ・ルイ」（2019年9月8日 - 15日、神奈川芸術劇場 大スタジオ）

### ミュージック・ビデオ
- 藍坊主「鞄の中、心の中」（2004年、トイズファクトリー）
- 山下達郎「街物語」（2010年、ワーナーミュージック・ジャパン）